# Negosiana fraterna
Negosiana fraterna är en insektsart som beskrevs av Spångberg 1878. Negosiana fraterna ingår i släktet Negosiana och familjen dvärgstritar. Inga underarter finns listade i Catalogue of Life.